# Список председателей жюри Международного конкурса имени П. И. Чайковского

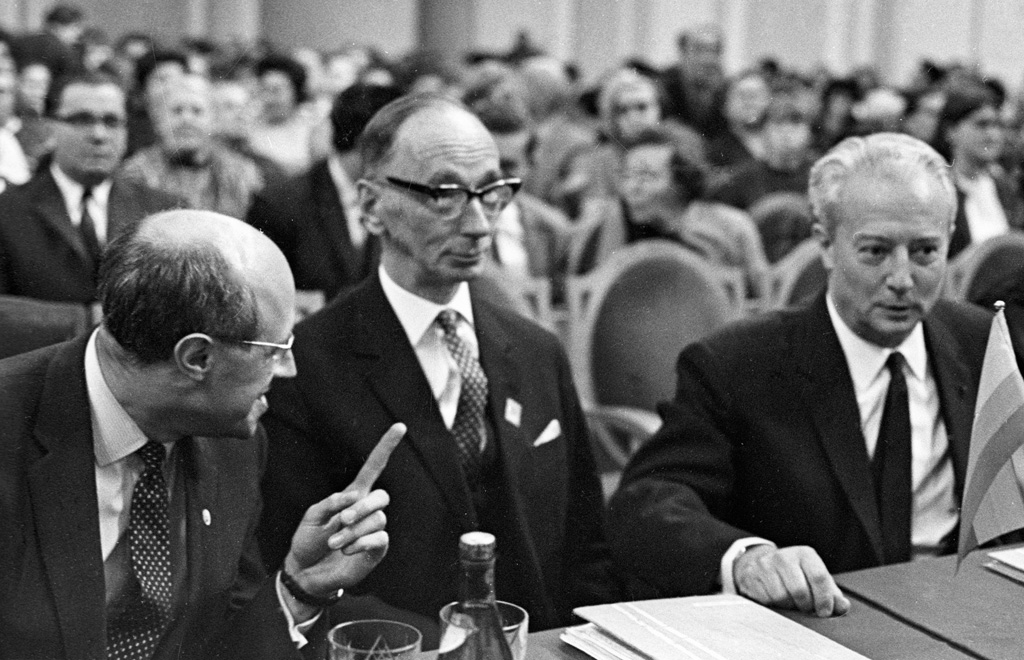
Виолончелисты Ростропович, Вилкомирский и Фурнье в жюри III Международного конкурса Чайковского.
18 марта 1966 года

В данном списке даны все председатели жюри Международного конкурса имени П. И. Чайковского во всех номинациях.
| Год  | #    | Фортепиано        | Скрипка               | Виолончель           | Сольное пение       |
| ---- | ---- | ----------------- | --------------------- | -------------------- | ------------------- |
| 1958 | I    | Эмиль Гилельс     | Давид Ойстрах         | нет                  | нет                 |
| 1962 | II   | Эмиль Гилельс     | Давид Ойстрах         | Мстислав Ростропович | нет                 |
| 1966 | III  | Эмиль Гилельс     | Давид Ойстрах         | Мстислав Ростропович | Александр Свешников |
| 1970 | IV   | Эмиль Гилельс     | Давид Ойстрах         | Мстислав Ростропович | Александр Свешников |
| 1974 | V    | Отар Тактакишвили | Давид Ойстрах         | Даниил Шафран        | Александр Свешников |
| 1978 | VI   | Андрей Эшпай      | Леонид Коган          | Даниил Шафран        | Александр Свешников |
| 1982 | VII  | Отар Тактакишвили | Леонид Коган          | Даниил Шафран        | Ирина Архипова      |
| 1986 | VIII | Андрей Эшпай      | Виктор Третьяков      | Даниил Шафран        | Ирина Архипова      |
| 1990 | IX   | Татьяна Николаева | Виктор Третьяков      | Даниил Шафран        | Ирина Архипова      |
| 1994 | X    | Лев Власенко      | Виктор Третьяков      | Наталия Шаховская    | Зураб Соткилава     |
| 1998 | XI   | Андрей Эшпай      | Лиана Исакадзе Грузия | Карэн Хачатурян      | Ирина Архипова      |
| 2002 | XII  | Владимир Крайнев  | Владимир Спиваков     | Александр Рудин      | Евгений Нестеренко  |
| 2007 | XIII | Николай Петров    | Владимир Спиваков     | Наталия Шаховская    | Ирина Богачёва      |
| 2011 | XIV  | Ван Клиберн США   |                       |                      |                     |

- Наибольшее число раз (по 5) председателями жюри становились Давид Ойстрах (скрипка) и Даниил Шафран (виолончель).
- В номинации «сольное пение» чаще всего председателем становился мужчина (6 раз из 11), при этом 5 раз — бас.